# Catuvellauni
I Catuvellauni (nome che forse significa "divinità in battaglia" o "comandanti in battaglia") erano una tribù celto-belgica del Sud-est della Britannia, prima della conquista romana.
Le sorti dei Catuvellauni e dei loro re prima dell'arrivo dei Romani possono essere dedotte dalla numismatica e dai riferimenti sparsi qua e là nelle opere degli storici antichi.
Sono menzionati da Cassio Dione, secondo cui avrebbero guidato la resistenza anti-romana nel 43 d.C. Nella Geografia di Tolomeo (II secolo d.C.) compaiono come una delle civitates britanniche, che occupava gli odierni Hertfordshire, Bedfordshire e Cambridgeshire meridionale, con capitale Verulamium (oggi St Albans). I Catuvellauni potrebbero essere collegati con i Catalauni, popolazione della Gallia Belgica, attestata nella regione di Châlons-en-Champagne.

## Prima della conquista romana
Cassivellauno, che guidò la resistenza contro la prima spedizione di Gaio Giulio Cesare in Britannia (54 a.C.), sarebbe appartenuto a questa tribù. Cesare non dice nulla sulle sue origini, ma il suo territorio, a nord del fiume Tamigi e a ovest del popolo dei Trinovanti, corrisponde a quello che sarebbe poi stato occupato dai Catuvellauni.
Tasciovano fu il primo re a coniare monete a Verulamium a partire dal 20 a.C. circa. Sembra aver allargato il suo potere a est, a spese dei Trinovanti, dato che alcune sue monete (databili al 15-10 a.C.) furono coniate nella capitale di questo popolo, Camulodunum (odierna Colchester). Una più tarda serie di monete fu però di nuovo coniata a Verulamium e ciò fa pensare che questa avanzata sia stata arrestata, forse dietro pressione romana.
Camulodunum fu comunque riconquistata da Tasciovano o da suo figlio Cunobelino, che salì sul trono attorno al 9 a.C., regnando per circa trent'anni. Poco si sa sulla vita Cunobelino, ma il suo nome è sopravvissuto nelle leggende britanniche, fino a sfociare nel Cymbeline shakespeariano. Goffredo di Monmouth dice che fu allevato alla corte di Augusto e pagò volentieri tributi a Roma. L'archeologia indica un incremento di commerci e rapporti diplomatici con l'Impero romano. Sotto Cunobelino e la sua famiglia i Catuvellauni sembrano diventare i dominatori nella Britannia sud-orientale. Suo fratello Epaticco ottenne il Sud e l'Ovest a scapito degli Atrebati, che tenne fino alla morte (ca. 35).
Sono conosciuti tre figli di Cunobelino. Adminio, la base del cui potere sembra essere stata nel Kent (almeno così sembra dalle monete), fu esiliato da suo padre poco prima del 40, secondo Svetonio spingendo l'imperatore Caligola alla sua invasione dell'isola, poi abortita. Altri due figli, Togodumno e Carataco, sono menzionati da Cassio Dione. Non è conosciuta alcuna moneta di Togodumno, ma le rare monete di Carataco suggeriscono che seguì suo zio Epaticco nel completamento della conquista delle terre degli Atrebati. Fu proprio l'esilio del sovrano degli Atrebati, Verica, a fornire a Claudio il pretesto per iniziare l'invasione della Britannia, condotta da Aulo Plauzio (43). Cassio Dione dice che Cunobelino era già morto e che Togodumno e Carataco guidarono la resistenza contro l'invasione del Kent. Furono sconfitti da Plauzio in due battaglie sui fiumi Medway e Tamigi. Togodumno morì subito dopo la battaglia sul Tamigi. I Romani lanciarono l'assalto finale a Camulodunum. I territori dei Catuvellauni divennero una nuova provincia romana.

## Sotto il dominio romano
Carataco, comunque, sopravvisse e continuò a condurre la resistenza contro gli invasori. In seguito si parla di lui negli Annali di Tacito come capo dei Siluri e degli Ordovici (popoli dell'odierno Galles) contro il governatore romano Publio Ostorio Scapula. Ostorio lo sconfisse nel 50 nella battaglia di Caer Caradoc (nel territorio degli Ordovici), catturandone i familiari. Carataco riuscì però a scappare ancora una volta. Si recò presso i Briganti, ma la loro regina, Cartimandua, leale ai Romani, lo fece mettere in catene. Carataco fu esibito come una preda di guerra nel corso di un pubblico spettacolo tenuto a Roma nello spiazzo antistante i Castra Praetoria con la guardia pretoriana schierata in armi. Gli fu permesso di parlare davanti alla tribuna imperiale e destò una così grande impressione che Claudio concesse la grazia a lui e alla sua famiglia, lasciandoli vivere in pace a Roma.
Verulamium divenne un municipium attorno al 50, permettendo che i suoi magistrati più importanti divenissero cittadini romani. Fu distrutto durante la rivolta di Budicca (60 o 61), ma, ben presto, fu ricostruito. La costruzione del foro e della basilica fu completata nel 79 o nell'81 e dedicati dal governatore Gneo Giulio Agricola all'imperatore Tito. Il teatro, il primo Britannia, fu costruito nel 140.
Un'iscrizione ricorda che la civitas dei Catuvellauni fu coinvolta nella ricostruzione del Vallo di Adriano, forse al tempo di Settimio Severo (inizi del III secolo). Sant'Alban, il primo martire cristiano britannico, era cittadino di Verulamium (fine III - inizi IV secolo). Fu ucciso proprio nella sua città natale (che da lui mutuò il nome moderno). La pietra tombale di una donna catuvellauna, di nome Regina, liberta (cioè schiava liberata) e moglie di Barates, un soldato originario di Palmira (Siria), è stato trovato nel forte romano di Arbeia (IV secolo), situato nel Nord-est dell'Inghilterra.
Il nome dei Catuvellauni è sopravvissuto nel nome di persona gallese Cadwallon, che fu portato da due sovrani del Gwynedd, Cadwallon Lawhir (VI secolo) e Cadwallon ap Cadfan (VII secolo).